# Winter-Linde Laubegaster Ufer

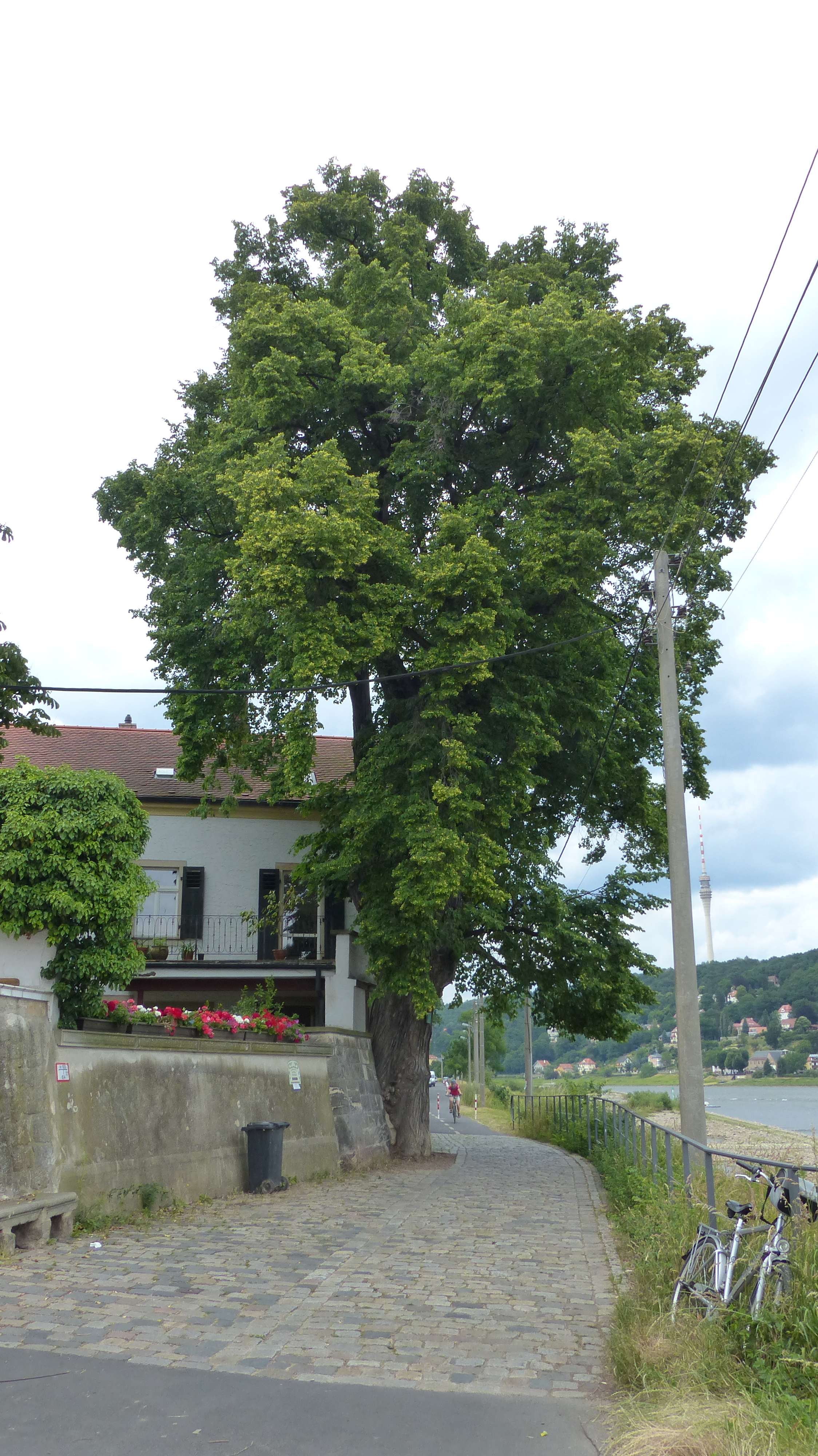
Winter-Linde Laubegaster Ufer, Juni 2014

Die Winter-Linde Laubegaster Ufer ist ein als Naturdenkmal (ND 89) ausgewiesener Einzelbaum im Dresdner Stadtteil Laubegast. Der Stammumfang dieser Winter-Linde (Tilia cordata) beträgt 3,9 Meter, ihre Höhe etwa 20 Meter und ihr Kronendurchmesser etwa 16 Meter.

## Geographie

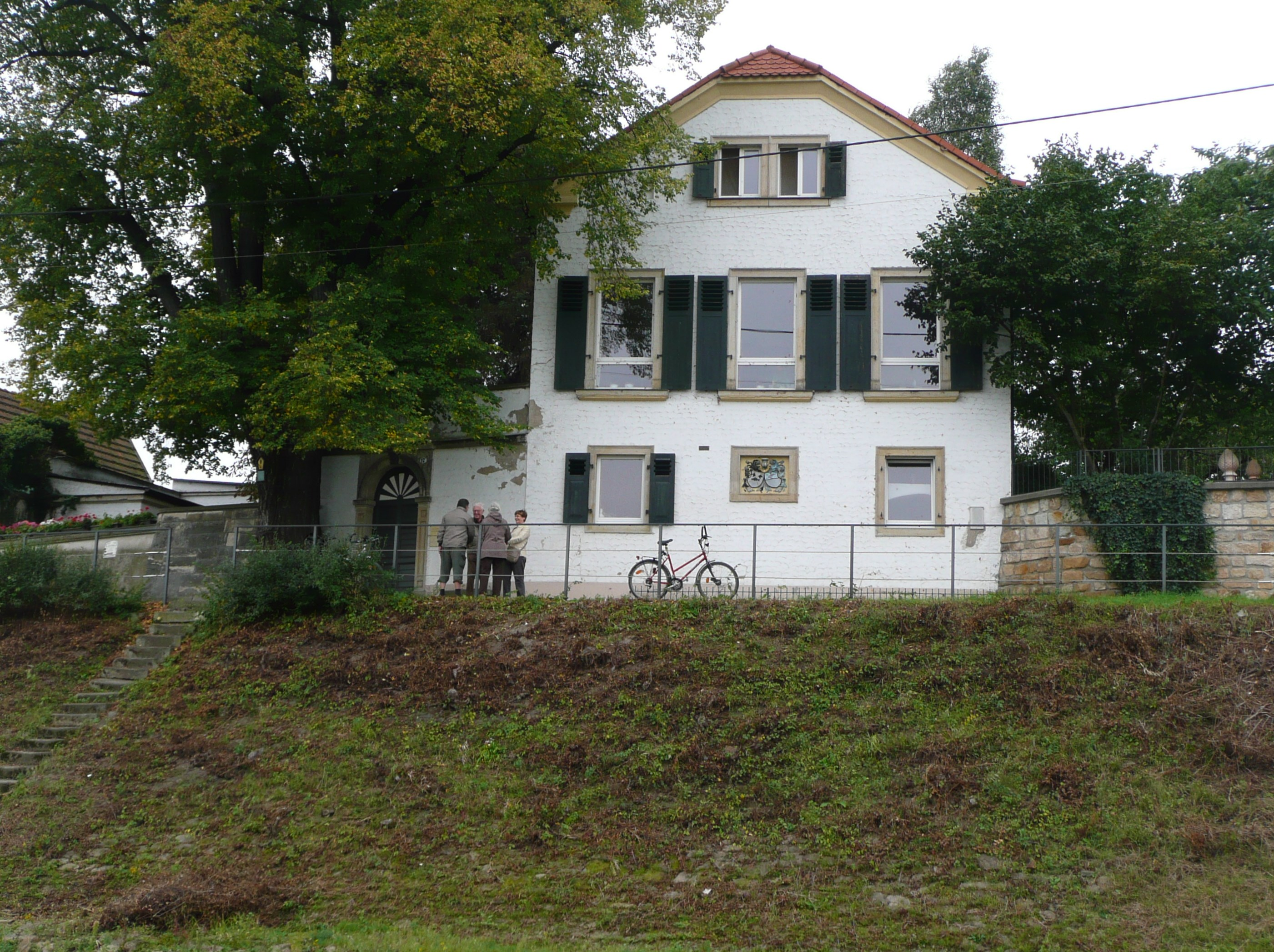
Hochufer mit Winter-Linde und denkmalgeschütztem Wohnhaus

Die Linde steht im alten Ortskern Altlaubegast außen an der Eisschutzmauer des als Kulturdenkmal geschützten Hauses Laubegaster Ufer 17. Direkt neben ihr verläuft das Laubegaster Ufer, eine Hochuferstraße am linken, westlichen Elbufer. Direkt nördlich nach der Grundstückszufahrt ist die Straße für motorisierte Fahrzeuge gesperrt und nur noch als Geh- und Radweg nutzbar. Sie ist Teil des linksseitigen Elberadwegs.
Um den Baum zu schützen ist im Bereich des Wurzelwerks die Asphaltdecke Zugunsten eines Straßenpflasters entfernt worden, nach anderer Darstellung blieb bei der Asphaltierung des Weges dort das Kopfsteinpflaster auf etwa 50 Metern erhalten.

## Geschichte

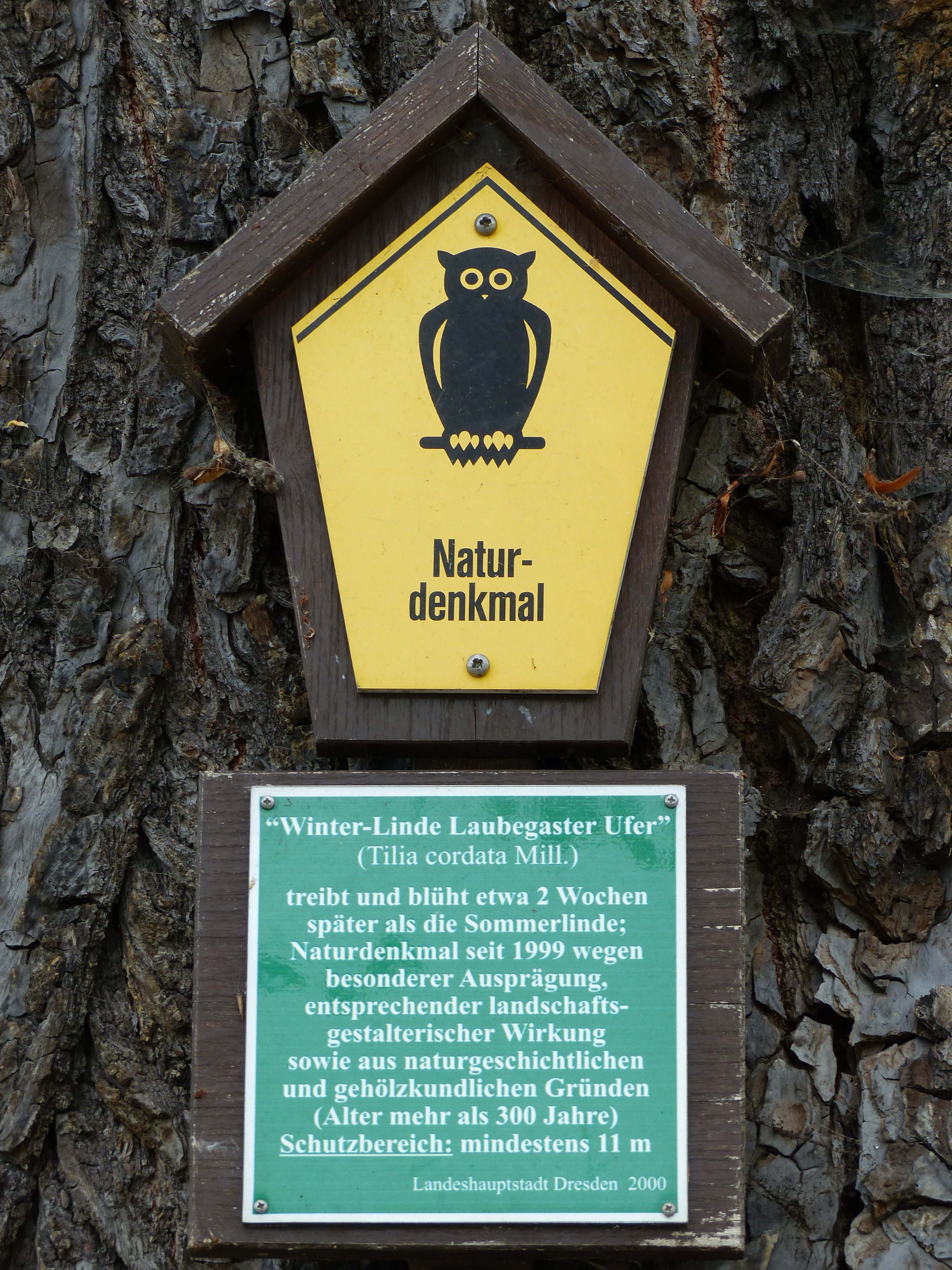
Die Naturschutz-Eule an der Winter-Linde

Die Aussaat oder Pflanzung des Baums wird in die zweite Hälfte des 17. Jahrhunderts datiert, mehrere Aussagen konkretisieren das auf die 1670er Jahre bzw. 1680. Das heutige Wohnhaus ist deutlich jünger, es entstand 1879 für den sächsischen Hofmarschall von Mangold-Reibold.
Zum Schutz des Baums hat der damalige Grundstückseigentümer im Jahr 1913 eine Ausmauerung vorgenommen. Im März 1940 führte die Elbe bei Eisgang Hochwasser, zugleich das größte Elbhochwasser des 20. Jahrhunderts. Damals stießen 40 Zentimeter dicke Eisschollen etwa 10 bis 15 Stunden lang gegen die Eisschutzmauer und den Baum und hinterließen eine etwa 50 Zentimeter hohe Wunde um den halben Stamm. In der Gegenwart zeugt davon noch eine Querwulst in etwa 1,5 Metern Höhe.
Auf Bestrebungen der Stadt, diesen Baum als Naturdenkmal auszuweisen, antwortete der 1918 geborene Grundstücksbesitzer 1997 der Naturschutzbehörde, „dass es für mich, ebenso wie für meine Frau eine ganz große Freude ist, dass die 320 Jahre alte Linde als Naturdenkmal ausgewiesen werden soll.“ Die Unterschutzstellung durch den Dresdner Stadtrat erfolgte am 10. Juni 1999.
Der Schutzbereich rings um den Baum erstreckt sich unter der gesamten Krone zuzüglich drei Metern, mindestens jedoch 11 Meter von der Mitte des Stamms.
Im Jahr 2015 sind am Laubegaster Ufer zudem die beiden Schwarz-Pappeln Laubegaster Ufer 1 (rund 500 Meter nördlich) und die Schwarz-Kiefer Laubegaster Ufer 39 (rund 500 Meter südlich) unter Schutz gestellt worden.